# 司獄
司獄是中國明、清兩代之司獄司最高長官。
明初全國府州縣各地皆設有監獄，府級以上行政單位，設有司獄司來管理獄政事務。司獄官品迭有變更，不過一般來說，在中央京城負責留守節鎮的司獄，如：刑部司獄、按察使司獄等等為正八品職。而地方行政單位之知府司獄、同知司獄等則為正九品職。明代司獄只設在府級以上，至於州、縣等行政單位，不設專職管理監獄的職官，由各地知縣、佐貳官等兼管官員。明代中葉以來，獄政開始腐敗，直至明亡。
清朝獄政基本上沿用明制。雍正、乾隆兩朝，朝廷不斷增修條例，使得獄政制度漸趨穩定。省內的審級由原來的五至七級減為只有縣、府、省三級。司獄的屬吏配有司吏一人，公使二人，雜役兵勇數名。這些人員負責了中央或地方的獄政。清人案件審理的效率較明朝提升，而人犯滯獄的情況亦較明朝減輕。但是清代各省按察衙門及中央刑部對各縣案件是鞭長莫及，導致晚清知縣有機會隨意判案。清代獄政仍是積弊極深，囚犯瘐斃獄中的情況時有所聞。

## 外部連結
[在维基数据编辑]
 《欽定古今圖書集成·明倫彙編·官常典·司獄部》，出自陈梦雷《古今圖書集成》